# Menčul
Menčul (ukrajinsky Менчул, 1998 m n. m.) je hora v pohoří Čornohora v jihozápadní části Ukrajiny na hranici mezi Zakarpatskou a Ivanofrankivskou oblastí. Nachází se v hlavním hřebeni mezi vrcholy Brebeneskul (2035 m) na severozápadě a Dzembroňa (1877 m) na jihovýchodě. Jihozápadním směrem vybíhá z hory rozsocha klesající přes několik nižších vrcholů do údolí Bílé Tisy, opačným směrem vybíhá rozsocha směřující k vrcholu Stepanec (1649 m). Severní svahy hory spadají do údolí potoka Kyzja, východní do údolí potoka Dzembroňa, jižní do údolí potoka Balzatul a západní do údolí potoka Brebeneskul.

## Přístup
- po červeně značené hřebenovce od Hoverly nebo od Pop Ivana